# Súaltam

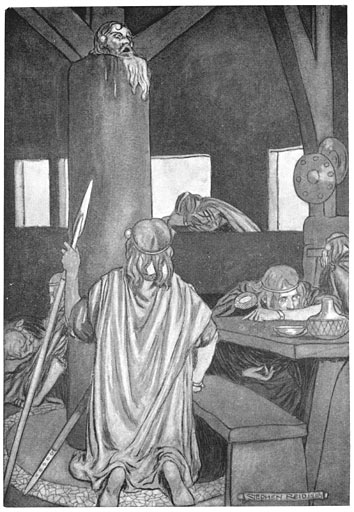
Súaltam's head continues to cry out a warning: illustrazione di Stephen Reid, da Myths and Legends of the Celtic Race, di T. W. Rolleston, 1911

Súaltam (Súaltaim, Súaldam, Súaldaim, Súaltach) mac Róich è il padre mortale dell'eroe Cú Chulainn, protagonista del Ciclo dell'Ulster della mitologia irlandese. Sua moglie è Deichtine, la sorella di Conchobar mac Nessa, re dell'Ulster. Suo fratello è Fergus mac Róich.
La vera paternità di Cú Chulainn non è chiara. In una versione Deichtine adotta il figlio di Lúg, che però poco dopo si ammala e muore. Poi rimane magicamente incinta dello stesso dio, che le intima di dare nome al nascituro Sétanta, ma la giovane, promessa in sposa a Súaltam mac Róich, abortisce. Infine dopo il matrimonio genera al marito un figlio, che chiama Sétanta, destinato a diventare l'eroico Cú Chulainn.
In un'altra versione Deichtine scompare da Emain Macha, finché non viene ritrovata magicamente dai nobili dell'Ulster nei panni di moglie di Lúg e madre di suo figlio Sétanta. Il bambino viene allevato da Deichtine e il suo marito umano, Súaltam, nella loro casa a Muithemne Plain, nel County Louth.
Diciassette anni dopo, quando Medb, regina del Connacht, guida la sua guerra contro l'Ulster per la conquista del toro di Cooley, Cú Chulainn e Súaltam stanno sorvegliando il confine a Iraird Cuilenn (Crossakiel, County Meath). Mentre il figlio tenterà di fermare l'avanzata dei nemici, Súaltam andrà ad avvisare Conchobar. Per motivi misteriosi egli però non arriverà ad Emain Macha che molti mesi dopo. Infine porterà il suo messaggio, lamentando l'assassinio degli uomini, il rapimento delle donne e il furto del bestiame per opera di Ailill, re del Connacht. Ma viene ignorato: nella concitazione non ha rispettata la precedenza dovuta nei discorsi al re, che a sua volta deve lasciare la prima parola ai suoi tre druidi. Conchobar e i druidi sono d'accordo di condannarlo alla pena capitale. Súaltam fuggendo inciampa e cade sul bordo affilato del suo scudo, decapitandosi. Miracolosamente la sua testa tagliata, portata al re sullo scudo assassino, lamenta ancora le morti, gli stupri e le rapine. Conchobar si convince ad agire e raduna un esercito per la battaglia.